# Stachys aspera
Stachys aspera är en kransblommig växtart som beskrevs av André Michaux. Stachys aspera ingår i släktet syskor, och familjen kransblommiga växter. Inga underarter finns listade i Catalogue of Life.

## Bildgalleri

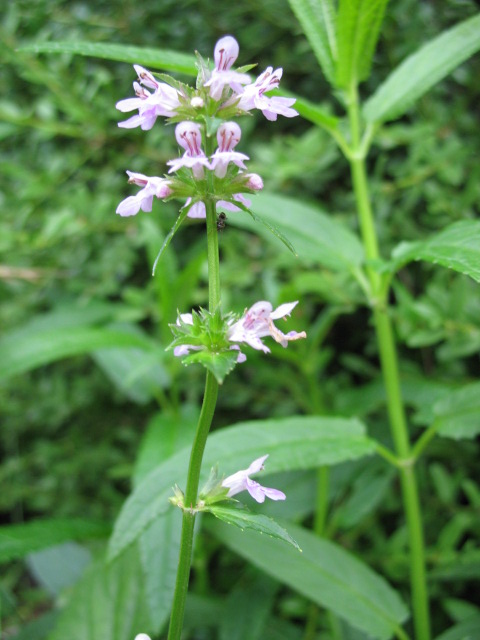
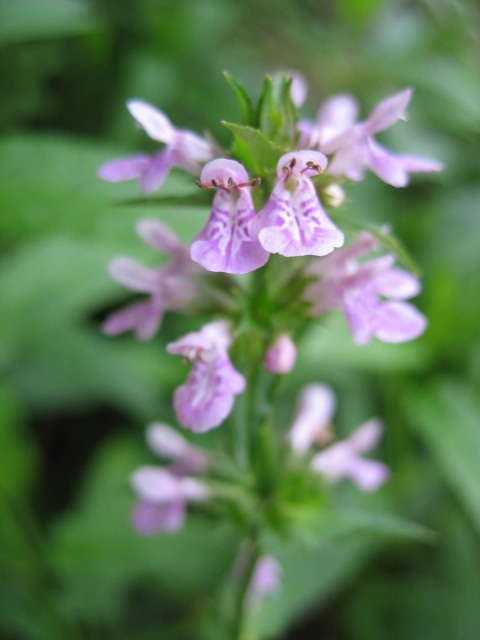